# Hanshi
Hanshi (em japonês:  範士) é um termo em japonês que designa alguém especialista de alto nível, algo semelhante a «instrutor de instrutores» ou «honrado mestre». Pode ser usado nas mais diversas disciplinas. Nas artes marciais, geralmente é atribuído a quem obtem o décimo grau (dan).